# Walter Bode (Richter)
Walter Bode (* 31. März 1957) ist ein Diplom-Kaufmann und deutscher Jurist. Er war von Juli 2007 bis Februar 2023 Richter am Bundesfinanzhof.

## Leben und Wirken
Bode studierte Betriebswirtschaftslehre und Rechtswissenschaften an der Universität des Saarlandes. Nach dem Studium war er in einer Wirtschaftsprüfungsgesellschaft tätig, bevor er Ende 1990 in den höheren Dienst der Finanzverwaltung des Landes Rheinland-Pfalz eintrat. 1993 wechselte er als Richter an das Landgericht Kaiserslautern (Wirtschaftsstrafkammer), knapp vier Jahre später an das Finanzgericht Rheinland-Pfalz. Von Februar 2001 bis Januar 2004 und von Dezember 2004 bis Juli 2006 war er als wissenschaftlicher Mitarbeiter an das Bundesverfassungsgericht abgeordnet. Im August 2006 wurde Bode zum Vorsitzenden Richter am Finanzgericht ernannt. Nach der Ernennung zum Richter am Bundesfinanzhof am 2. Juli 2007 war Bode zunächst dem VI. Senat zugewiesen. Im August 2009 wechselte er in den IV. Senat, der im Wesentlichen für Fragen der Besteuerung der Einkünfte aus Gewerbebetrieb von Personengesellschaften zuständig ist. Bode trat am 28. Februar 2023 in den Ruhestand.